# Immanthe
Immanthe is een geslacht van eenoogkreeftjes uit de familie van de Chondracanthidae. De wetenschappelijke naam van het geslacht is voor het eerst geldig gepubliceerd in 1934 door Leigh-Sharpe.

## Soorten
- Immanthe campanulata Leigh-Sharpe, 1934